# Le Trianon

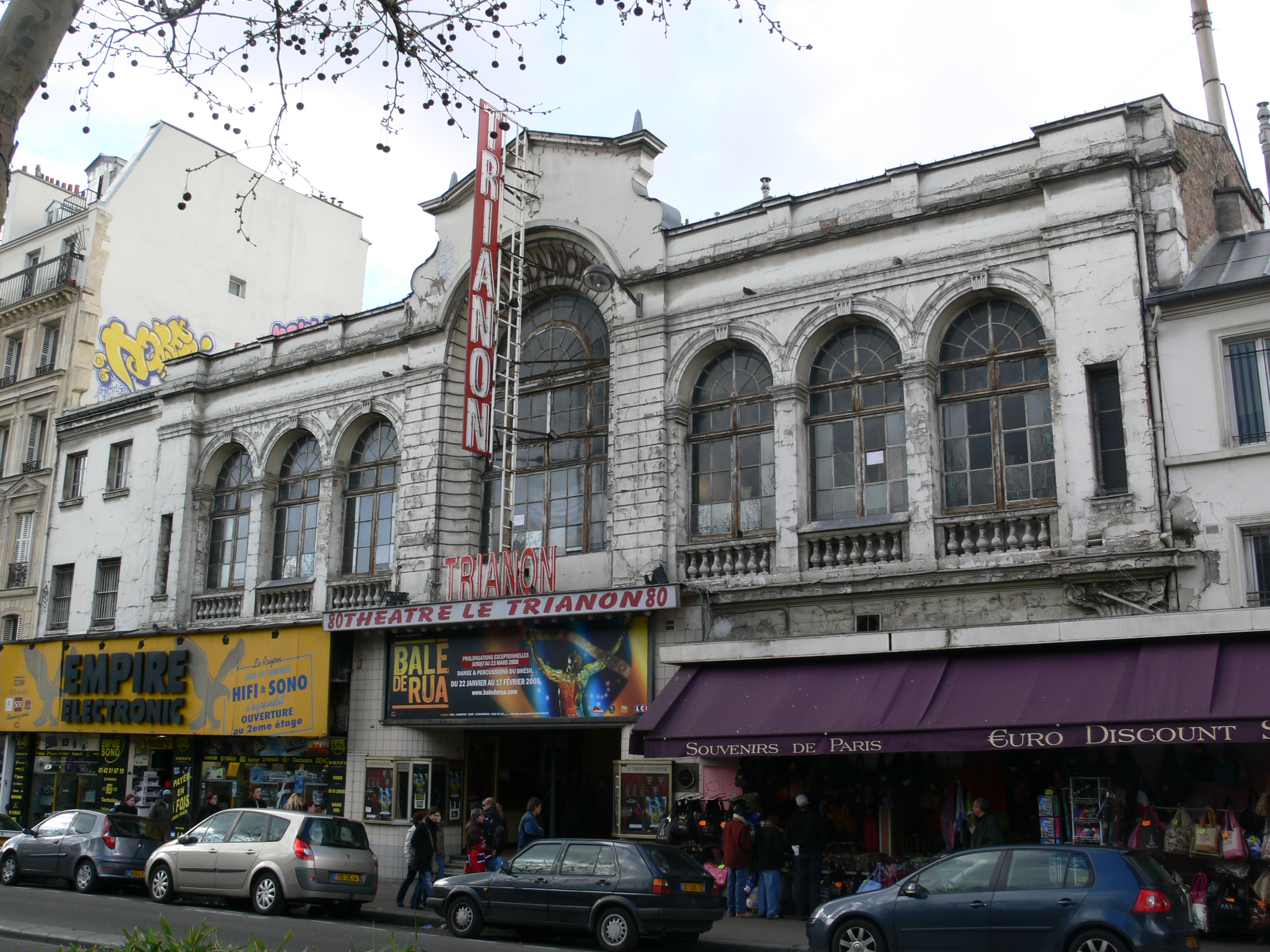
Façana de Le Trianon de París

Le Trianon o Théâtre Le Trianon és una sala de teatre i cinema situada al número 80 del Boulevard de Rochechouart, al 18è districte de París, al peu del turó de Montmartre.
Construït el 1894 en la ubicació del jardí de la Elysée Montmartre, el Trianon-Concert, el primer nom del teatre, acull artistes famosos com Mistinguett. Però, en ple apogeu de la Belle Époque, un incendi destrueix la sala de música i part de les dependències de la Elysee Montmartre el 1900.
Es va realitzar la reconstrucció de la instal·lació, sent inaugurada a finals de 1902 sota el nom de Teatre Trianon. L'espai canvià sovint de nom. És nomenat successivament Téâtre-Victor Hugo (1903), Trianon Lyrique i Le Trianon. El 1908, és una branca de la Opéra-Comique especialitzada en l'opereta.
El 1936, Le Trianon està dedicat a sala de música, amb artistes com Yvette Guilbert, Marie Dubas, Fréhel o Pierre Dac. Just abans de la Segona Guerra Mundial, aquesta magnífica i immensa sala disposa de 1.000 seients i dos nivells de balcons. A començaments dels anys 50, Jacques Brel hi anava amb freqüència tal com queda reflectir en alguns dels seus textos.
Des de 1985 fins al tancament de les seves portes el 1992, el teatre patirà una crisi important. En la reobertura, Le Trianon s'ha especialitzat en un programa variat: teatre, concerts de varietats,... amb Carla Bruni, Julie Zenatti o Benabar. També en òperes, operetes, musicals, moda, estrenes de pel·lícules, espectacles i diversos festivals. També acull la final de les audicions de la demostració Nouvelle Star des de 2003.
Pel març de 1997, era presentat al seu escenari l'espectacle Hop!era de Toni Albà i Jordi Purtí.